# Ovalipidae
Ovalipidae – rodzina skorupiaków z rzędu dziesięcionogów i infrarzędu krabów.
Kraby te mają jajowaty, nieco szerszy niż dłuższy, równomiernie z wierzchu ziarenkowany karapaks o słabo lub umiarkowanie zaznaczonym podziale na regiony. Krawędź frontalna karapaksu jest krótsza od tylnej i podzielona na 3–4 płaty lub ząbki, krawędzi nadoczne są opatrzone 1–2 szczelinami, krawędzie przednio-boczne są wypukłe i mają po 5 ząbków, krawędzie tylno-boczne są słabo rozwinięte, a krawędź tylna jest prosta lub wypukła. Często na regionach pterygostomialnych karapaksu występują narządy strydulacyjne. Pierwsza para szczękonóży ma endopodity z wystającymi kątami przednio-środkowymi. 
Szczypce lewy i prawy różnią się nieco rozmiarami i układem zębów, a odnóża na których są osadzone często są większe od odnóży krocznych. Ich propodity cechują się obecnością małego kolca w dystalnej części górnej powierzchni i gałeczkowatego wyrostka na połączeniu z karpopoditem. Ostatnia para nóg krocznych ma jajowato rozszerzone propodity i ułożona jest nadgrzbietowo. Szwy pomiędzy sternitami 6 i 7 są często niepełne, podczas gdy pomiędzy 4 i 5 oraz 5 i 6 kompletne. Samca cechuje pierwsza para gonopodów rureczkowata, wyposażona w drobne kolce na wierzchołku i długie szczeciny w części proksymalnej, a druga para cienka i nie krótsza od pierwszej.
Należą tu 3 rodzaje:
- Echinolatus Davie & Crosnier, 2006
- Nectocarcinus A. Milne-Edwards, 1860
- Ovalipes Rathbun, 1898